# Britton (Dél-Dakota)
Britton település az Amerikai Egyesült Államok Dél-Dakota államában, Marshall megyében, melynek megyeszékhelye is. Lakosainak száma 1215 fő (2020. április 1.).

## Népesség
A település népességének változása:

| 2010 | 1 241 |
| 2020 | 1 215 |